# Те Рата Махута
Те Рата Махута (маори Te Rata Mahuta; 1877/1880, близ Ваахи-па, Хантли, Новая Зеландия — 1 октября 1933) — четвёртый король маори (1912—1933).

## Биография
Старший из пяти сыновей короля маори Махута Тафиао (1894—1912) и Те Марае, дочери вождя Амукете Те Кереи, павшего в бою при Рангирири (Уаикато в Новой Зеландии) в ноябре 1863 года.
Взошёл на трон 24 ноября 1912 года через две недели после смерти своего отца. Унаследовал титул Потатау Те Фероферо, принятый у королей маори. Получил хорошее образование.
Отличался плохим состоянием здоровья, страдал от нескольких заболеваний, включая ревматоидный артрит и болезни сердца. Отчасти из-за его физических недостатков его современники считали Те Рата слабым, застенчивым и легко руководимым, и приписывали ему второстепенную роль при принятии многих важных решений под влиянием других деятелей королевского окружения.
Болезни оказали сильное влияние на выполнении им функций короля. Это было особенно заметно во время поездки Те Рата в Англию в 1914 году. Целью визита было представление на рассмотрение британскими чиновниками петиции о нарушениях договора Вайтанги. Маори утверждали, что их земли были незаконно конфискованы в результате Новозеландских войн. Во время визита в Англию, Те Рата страдал от постоянных приступов ревматизма. Так, во время остановки в Гонолулу, из-за обострения болезни он не смог воспользоваться приглашением последней королевы Гаваев Лилиуокалани. Кроме того, приступы продолжались и после его прибытия в Англию 21 мая 1914 года. Те Рата был настолько болен, что в итоге отказался от встречи с важными британскими чиновниками, хотя в конце концов он встретился с королем Георгом V и его супругой Марией Текской.
Во время его пребывания в Англии началась Первая мировая война. После возвращения на родину к Те Рата обратились с вопросом, должны ли маори помогать Великобритании в войне. Сообщается, что он дипломатично рекомендовал оставить этот вопрос для индивидуального выбора до момента пока проблема с конфискациями земель маори не решится, прежде чем мужчины-вайкато смогут принять участие в военных действиях на стороне Великобритании. Кроме того, окружение короля возродило и приняло религию Пай Марире, сторонники которой были против военной службы.
Был женат на Те Уранге, дочери Ириваты Варемаки и Хира Вати из Нгати Короки. В браке родилось двое детей:
- Короки Махута Такяо Потатау Те Фероферо
- Тайпу Махута

и Хори (Джордж) Те Рата (от другой женщины)
Умер в Ваахи и был похоронен на горе Таупири.